# 第61機械化旅 (烏克蘭)
第 61 機械化旅"斯圖波娃 (Stepova)"（烏克蘭語：61-ша окрема механізована бригада）是烏克蘭陸軍機械化步兵部隊中最新創建的部隊之一，於2015年組建，起初名為第61獨立摩托化步兵旅並隸屬於第4集團軍預備役部隊。基地位於日托米爾州，是陸軍的特別部隊之一，負責防衛烏克蘭北部。

## 歷史
第61機械化旅是陸軍中最新創建的部隊之一，其誕生是因為在頓巴斯戰爭其間的擴軍計劃。因此，該旅於2015年首先作為烏克蘭陸軍後備摩托化部隊組建，隨後於2017-18年轉入第4集團軍預備役部隊，其第一個旅總部和駐地設在切爾尼戈夫州切爾尼戈夫。最初，該旅是一支摩托化步兵部隊，擁有自己的砲兵團和3個營(前身為領土防御營)。
2019年4月25日，根據國防部和武裝部隊總司令部的指示，第61機械化旅脱離預備隊，並被改編為輕步兵部隊，隸屬於日托米爾州日托米爾的北方行動指揮部。該旅的大多數軍人都是陸軍的合同兵，其中許多人來自該州或北部的森林地區。因此，他們負責駐守在附近的森林和沼澤地區，如與白俄羅斯及俄羅斯邊境接壤的北部普里皮亞季沼澤地區，並與烏克蘭國防部情報總局和特種作戰部隊以及國家邊防局合作。 由於機械化車輛無法通過該旅駐守的區域，其防守難度增加。
該旅的“獵兵”（烏克蘭語：“єгерська”）稱號是一支數世紀後第一支獲得此稱號的烏軍部隊，其起源於已解散的奧匈陸軍、前俄羅斯帝國陸軍及德國陸軍的同名輕步兵部隊。這些部隊過去曾在基輔和敖德薩地區駐紮。
2022年，部隊改編為機械化部隊。

## 部隊結構
- 第 61 機械化旅, 日托米爾
  - 本部連，日托米爾
  - 第 1 機械化營
  - 第 2 機械化營
  - 第 3 機械化營
  - 第 61 坦克營
  - 第 61 旅野戰砲兵團
    - 目標偵測連
    - 自走火砲營（2S1 Gvozdika 自走砲）
    - 野戰榴彈砲砲兵營
    - 火箭砲兵營 (BM-21火箭炮)
    - 反坦克砲兵營（T-12反坦克炮）

  - 第61旅防空導彈砲兵營（輕型）
  - 戰鬥工兵營
  - 維修營
  - 後勤營
  - 偵察連
  - 狙擊連
  - 電子作戰連
  - 信號連
  - 雷達連
  - CBRN-防禦連
  - 醫療連
  - 旅樂隊